# Ronnie Mathews
Ronnie Mathews (2. prosince 1935 – 28. června 2008) byl americký jazzový klavírista. V letech 1963 až 1968 hrál s bubeníkem Maxem Roachem. Později působil v kapele Jazz Messengers bubeníka Arta Blakeyho. Později několik let spolupracoval se saxofonistou Johnnym Griffinem. Během své kariéry spolupracoval s mnoha dalšími hudebníky, mezi něž patří například Woody Shaw, Sonny Stitt, Lee Morgan, Freddie Hubbard a Roy Haynes. Zemřel na karcinom pankreatu ve věku 72 let.